# Krabbedans

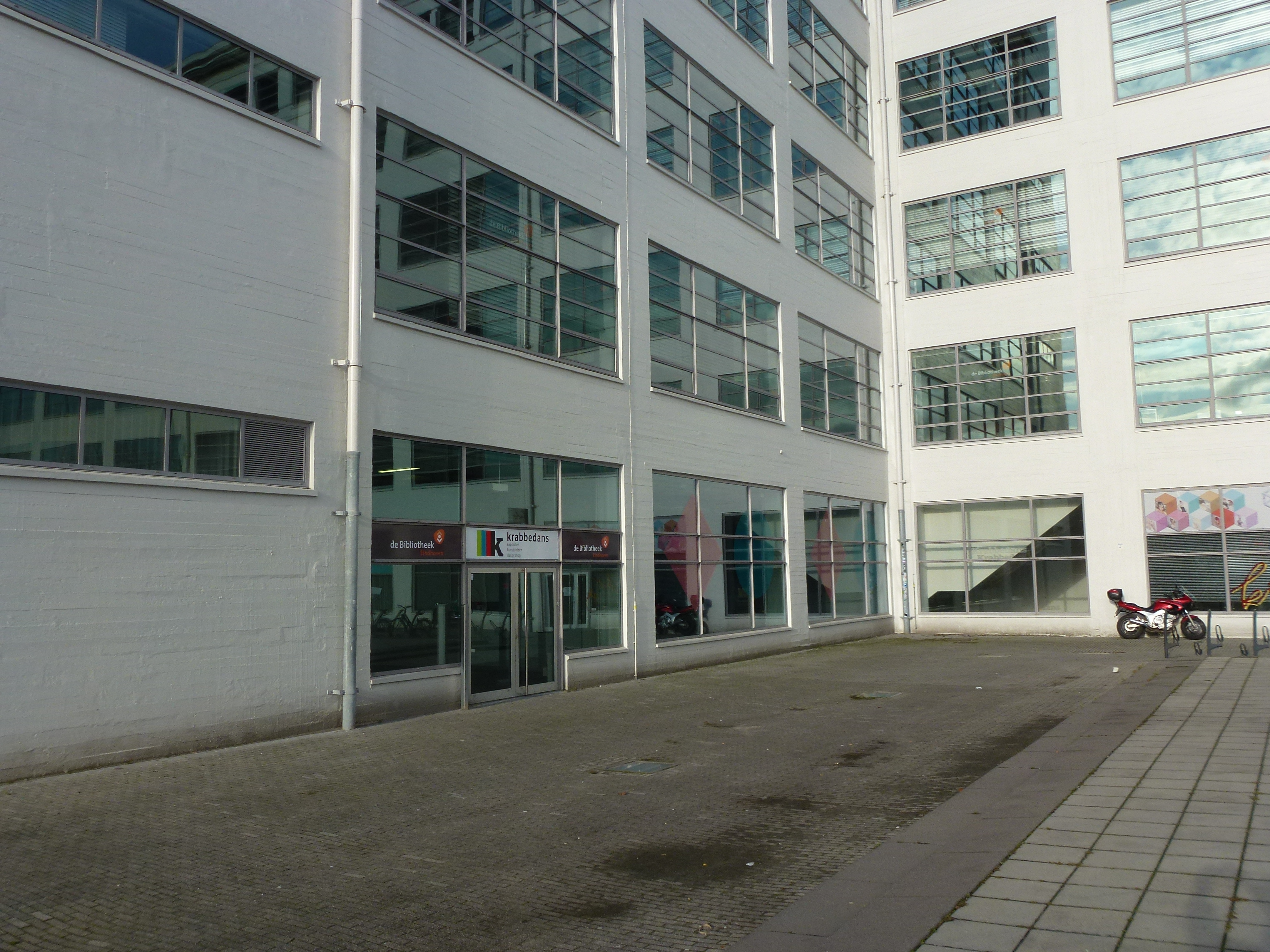
De Krabbedans, Clausplein in Eindhoven

De Krabbedans is een centrum voor beeldende kunst en vormgeving (CBKV) gevestigd in het centrum van Eindhoven. De Krabbedans omvat een kunstuitleencollectie, een expositieruimte voor hedendaagse kunst en vormgeving, een designshop en een expositieruimte voor Jongeren en Kunst (JEK), waar aanstaande kunstenaars hun werk presenteren. Binnen deze activiteiten ligt de focus op regionale kunst met een (inter)nationale uitstraling.

## Ontstaan
Na een verwezing van een regionale groep kunstenaars gedurende de oorlogsjaren, wordt in 1945 Kunstkring de Kempen opgericht. In 1947 ontlokt de directeur van het Van Abbemuseum, E. de Wilde, de woede van de lokale Brabantse kunstenaars doordat hij niets wil weten van het exposeren van Brabantse kunst in zijn museum. Door deze beslissing ontbeert de kunstkring de expositieruimte in het plaatselijke museum. Als reactie op deze verbanning organiseert Kunstkring de Kempen van 1950 tot 1956 een Salon des Refusés (Salon der geweigerden); een openluchttentoonstelling buiten in het park recht tegenover het Van Abbemuseum. In 1954 wordt, op aandringen van leden van Kunstkring de Kempen en de directie van de Academie voor Industriële Vormgeving door de Eindhovense B&W, het verzoek om een expositieruimte ter beschikking te stellen ingewilligd. De gemeente uitte daarbij de wens dat'Kunstkring de Kempen en de Sociëteit Cultureel Contact met elkaar samenwerken. In oktober 1956 wordt de Stichting Beeldende Kunst Eindhoven opgericht. De locatie voor de expositieruimte wordt een oud schoolgebouw aan de Keizersgracht, in de volksmond bekend als de school van Krabbedam, genoemd naar het gerenommeerd hoofd van deze openbare school. Op voorstel van Kees Bol wordt de naam Krabbedam, naar analogie van de naam van een Haags steegje, "Apendans", omgevormd tot Krabbedans, waarmee tevens de lichtvoetigheid van de kunst tot uitdrukking wordt gebracht. De eerste tentoonstelling opent in augustus 1957. In de navolgende periode tot 1964 worden veel tentoonstellingen gehouden, waaronder verschillende uitwisselingsexposities met galeries in Amsterdam, Utrecht en Den Haag.

## Locaties
Na het vertrek in 1964 uit de school aan de Keizersgracht kent de Krabbedans verschillende locaties binnen de stad. In 1970 was tijdelijk zelfs geen tentoonstellingsruimte beschikbaar. In januari 1971 opent de Krabbedans haar nieuwe vestiging: het oude kantongerecht aan het Stratumseind in het centrum. Hier werden, naast het continueren van de exposities, ook nieuwe activiteiten op stapel gezet. In 1974 opent de Krabbedans een filmhuis, en tevens werd begonnen met de voorbereidingen voor het opzetten van en kunstuitleen, welke in januari 1975 officieel van start gaat. In 1998 vindt er een grote verhuizing plaats naar de Witte Dame, een cultureel erfgoedpand dat tot eind jaren tachtig de gloeilampenproductie van Philips huisvestte. In 2010 gaat de Krabbedans een nauwe samenwerking aan met de Bibliotheek Eindhoven, hetgeen eind 2011 resulteert in een verhuizing van de kunstuitleen naar de Bibliotheek Eindhoven in de Witte Dame. Begin 2012 opende de Krabbedans haar nieuwe expositieruimte en designshop binnen de Witte Dame, op de hoek van de Emmasingel en het Clausplein.

## De huidige Krabbedans
Thans biedt de Krabbedans ruimte aan frequent wisselende tentoonstellingen van gerenommeerde kunstenaars en aanstormende talenten, met een bijzondere nadruk op regionale kunstenaars. Ook werkt de Krabbedans nauw samen met kunstenaarsinitiatieven uit de regio. Sinds vijf jaar organiseert de Krabbedans, mede in het kader van de Dutch Design Week, de jaarlijkse Modebelofte. Deze modetentoonstelling biedt een overzicht van de beste eindexamenstudenten van de Nederlandse academies. In de expositieruimte JEK (Jongeren en Kunst) krijgen ambitieuze jongeren de gelegenheid hun eerste stappen te zetten op het creatieve pad.
De kunstuitleen heeft een collectie van ruim 2500 werken die te leen en te koop zijn.
Daarnaast organiseert de Krabbedans educatieve projecten rond de tentoonstellingen, zowel voor jongeren als voor volwassenen. Ook is er in de Krabbedans een Designshop met een uitgebreide collectie kunst, design en originele artikelen. Uniek is het aanbod van producten van talentvolle regionale ontwerpers.